# Аксёновка (Северо-Казахстанская область)
Аксёновка (каз. Аксеновка) — село в Айыртауском районе Северо-Казахстанской области Казахстана. Входит в состав Казанского сельского округа. Код КАТО — 593245200.

## Население
В 1999 году население села составляло 635 человек (308 мужчин и 327 женщин). По данным переписи 2009 года, в селе проживало 435 человек (224 мужчины и 211 женщин).